# مناره زین‌الدین
مناره زین الدین متعلق به سدهٔ پانزدهم میلادی است و در کاشان، خیابان ملا حبیب‌الله شریف واقع شده و این اثر در تاریخ ۱۵ دی ۱۳۱۰ با شمارهٔ ثبت ۱۱۸ به‌عنوان یکی از آثار ملی ایران به ثبت رسیده‌است.